# Subapeniny
Subapeniny, také Subapenin (italsky Subappennino) je soustava hor a vrchovin, které se rozkládají paralelně s horskými pásmy Apenin, jsou však na nich nezávislé. Nachází se ve středozápadní Itálii podél Tyrhénského moře a na jihovýchodě Itálie podél Jaderského moře. Leží v regionech Toskánsko, Lazio, Abruzzo, Molise a Kampánie.

## Geografie
Na severozápadě v Toskánku tvoří Subapeniny Apuánské Alpy a Pisanské hory složené ze zvrásněných druhohorních sedimentů. Níže v Toskánsku se nachází vrchoviny rozčleněné průlomovými údolími jimiž vedou hlavní dopravní trasy. V Laziu tvoří Subapeniny pohoří Monti Sabini, Monti Simbruini, Monti Ernici a další. V regionech Abruzzo a Molise Monti dei Frentani a Monte Castelfraiano. Na východě Kampánie pak především Monti della Daunia.